# خاندان یورا

علامت خانوادگی خاندان مون

خاندان یورا یا خاندان یوکوسه (به ژاپنی: 横瀬氏 よこせし)، یکی از خاندان‌های سامورایی در ولایت کوزوکه، ژاپن بود.